# Liselotte Johansson
Liselotte Johansson (ur. 21 lipca 1970 w Berg) – szwedzka narciarka, uprawiająca narciarstwo dowolne. Jej największym sukcesem jest brązowy medal w skokach akrobatycznych wywalczony podczas mistrzostw świata w Lake Placid. Jej najlepszym wynikiem olimpijskim jest 14. miejsce w tej samej konkurencji na igrzyskach olimpijskich w Lillehammer. Najlepsze wyniki w Pucharze Świata osiągnęła w sezonie 1992/1993, kiedy to zajęła 18. miejsce w klasyfikacji generalnej, a w klasyfikacji skoków akrobatycznych była czwarta.
W 2002 r. zakończyła karierę.

## Osiągnięcia

### Igrzyska olimpijskie
| Miejsce | Dzień     | Rok  | Miejscowość    | Konkurencja        | Zwycięzca       |
| ------- | --------- | ---- | -------------- | ------------------ | --------------- |
| 14.     | 24 lutego | 1994 | Lillehammer    | Skoki akrobatyczne | Lina Cheryazova |
| 18.     | 18 lutego | 1998 | Nagano         | Skoki akrobatyczne | Nikki Stone     |
| 21.     | 18 lutego | 2002 | Salt Lake City | Skoki akrobatyczne | Alisa Camplin   |

### Mistrzostwa świata
| Miejsce | Dzień       | Rok  | Miejscowość | Konkurencja        | Zwycięzca            |
| ------- | ----------- | ---- | ----------- | ------------------ | -------------------- |
| 3.      | 16 lutego   | 1991 | Lake Placid | Skoki akrobatyczne | Wasilisa Siemienczuk |
| 21.     | 14 marca    | 1993 | Altenmarkt  | Skoki akrobatyczne | Lina Cheryazova      |
| 7.      | 19 lutego   | 1995 | La Clusaz   | Skoki akrobatyczne | Nikki Stone          |
| 7.      | 9 lutego    | 1997 | Iizuna      | Skoki akrobatyczne | Kirstie Marshall     |
| 8.      | 20 stycznia | 2001 | Whistler    | Skoki akrobatyczne | Veronika Bauer       |

### Puchar Świata

#### Miejsca w klasyfikacji generalnej
- sezon 1990/1991: 27.
- sezon 1991/1992: 32.
- sezon 1992/1993: 18.
- sezon 1993/1994: 31.
- sezon 1994/1995: 34.
- sezon 1995/1996: 23.
- sezon 1996/1997: 33.
- sezon 1997/1998: 42.
- sezon 1998/1999: 34.
- sezon 2000/2001: 39.
- sezon 2001/2002: 53.

#### Miejsca na podium
1. Zermatt – 16 grudnia 1990 (Skoki akrobatyczne) – 1. miejsce